# SN 2001gv
SN 2001gv – supernowa typu Ia odkryta 18 kwietnia 2001 roku w galaktyce A100021+0652. W momencie odkrycia miała maksymalną jasność 23,70m.